# 17ª Brigada de Tanques (Ucrania)
La 17.ª Brigada de Tanques es una unidad militar de las Fuerzas Terrestres de Ucrania. El nombre completo de la Brigada es la 17.ª Brigada Independiente de Tanques de Kryvyi Rih que lleva el nombre de Konstantin Pestushko. Anteriormente se conocía como 17.ª División de Tanques de la Guardia. La Brigada se encuentra en Krivói Rog.

Insignia de la 17.ª brigada de tanques

## Historia
La historia de la unidad actual proviene de la 174 División de Fusileros, que se convirtió en la 20 División de Fusileros de la Guardia en 1942.
La 174.ª División de Fusileros luchó, como parte del 22.º Ejército, en la operación defensiva de Polotsk, donde escapó del cerco. En el invierno luchó primero en las operaciones defensivas y luego en la contraofensiva en la Batalla de Moscú. Por el coraje, la fortaleza y el heroísmo demostrado por el personal de la formación en las batallas contra los invasores nazis, se le otorgó el título honorífico de "Guardias" y se transformó en la 20.ª División de Fusileros de la Guardia (17 de marzo de 1942).
La 20.ª División de Fusileros de la Guardia luchó en la Batalla de Stalingrado, Krivói Rog, Odesa, Budapest y Viena. Fue con el 57.º Ejército del 3.er Frente Ucraniano en mayo de 1945. La historia de la 17.ª División de Tanques de la Guardia de la posguerra se remonta a la 20.ª División de Fusileros de la Guardia, que estaba activa en 1945.
Se convirtió en la 25.ª División Mecanizada de Guardias en 1945, y en 1957, en la 37.ª División de Tanques de Guardias en Constanza con el 1.er Ejército de Guardias. La división se trasladó a Krivói Rog en 1958 y fue subordinada al 6.º Ejército de Guardias. En 1960, se disolvió su 69.º Batallón de Entrenamiento de Tanques Independiente . El 19 de febrero de 1962 se activó el Batallón de Misiles y el 129 Batallón Independiente de Mantenimiento y Recuperación de Equipos. El 11 de enero de 1965, la 37.ª se convirtió en la 17.ª División de Tanques de la Guardia, designación que mantendría hasta la Disolución de la Unión Soviética.  En 1968, el 26.º Batallón de Zapadores de la Guardia Independiente se convirtió en un batallón de ingenieros y zapadores. El 44.º Batallón de Defensa Química Independiente se activó a partir de la compañía de defensa química en 1972.
El 1055.º Batallón de Suministro de Material Independiente se formó a partir del batallón de transporte motorizado independiente. En junio de 1989, el 1158.º Regimiento de Misiles Antiaéreos fue transferido a Alemania Oriental y fue reemplazado por el 1069.º Regimiento de Misiles Antiaéreos de la 47.ª División de Tanques de la Guardia. Los Regimientos de Tanques 25 y 92 de la 58 División de Tanques de movilización reemplazaron a los Regimientos de Tanques 216 y 224 de la división en junio de 1990. Durante la Guerra Fría, la división se mantuvo al 60% de su fuerza.
Todavía designó una división de tanques a partir del Decreto N 350/93 (21 de agosto de 1993), cuando el coronel Ivan Svidi, comandante de la 17.ª División de Tanques, 6.º Cuerpo de Ejército, Distrito Militar de Odessa, fue nombrado general de división.
De conformidad con el Decreto 925/98, de 23 de agosto de 1998, el comandante de división Serhiy Andriyovych Harbuz fue ascendido a Mayor General
En septiembre de 2003, la división se redujo a una brigada. Después de que el 6.º Cuerpo de Ejército se disolviera en 2013, la brigada se convirtió en parte del Comando Operacional Este.
El 18 de noviembre de 2015, sus títulos honoríficos "Orden de la Bandera Roja de Suvorov" fueron eliminados como parte de la política de Descomunización en las Fuerzas Armadas de Ucrania. El galardón de la batalla de Krivói Rog se mantuvo porque la ciudad se encuentra en Ucrania. El 22 de agosto de 2016, se eliminó su título de Guardias.[10]
15 miembros del personal de la brigada recibieron órdenes estatales y condecoraciones por acciones de valentía bajo los colores en la guerra ruso-ucraniana hasta la fecha.

## Guerra del Dombás
Durante la Segunda Batalla del Aeropuerto de Donetsk, la palabra cyborg (ucraniano: кіборг) se usó para referirse a los defensores ucranianos del aeropuerto. Primero se aplicó a estos soldados en línea y luego se extendió a los medios ucranianos. Se refiere a la forma en que los defensores del aeropuerto pudieron defenderse de los constantes ataques de las fuerzas de la República Popular de Donetsk en lugares cerrados con poco sueño o apoyo, al igual que los cyborgs de ciencia ficción son "mitad hombres, mitad máquinas indestructibles" o "sobrehumanos". Los cyborgs se han convertido en parte de los mitos nacionales ucranianos y se proyectan en una "luz casi legendaria" entre muchos ucranianos. El término "cyborg" generalmente se aplica a las siguientes unidades: 3.er Regimiento Spetsnaz, 93.ª Brigada Mecanizada, 79.ª Brigada Destacada de Asalto, 17.ª Brigada de Tanques y el batallón de voluntarios del Sector Derecho.

## Invasión rusa de Ucrania de 2022

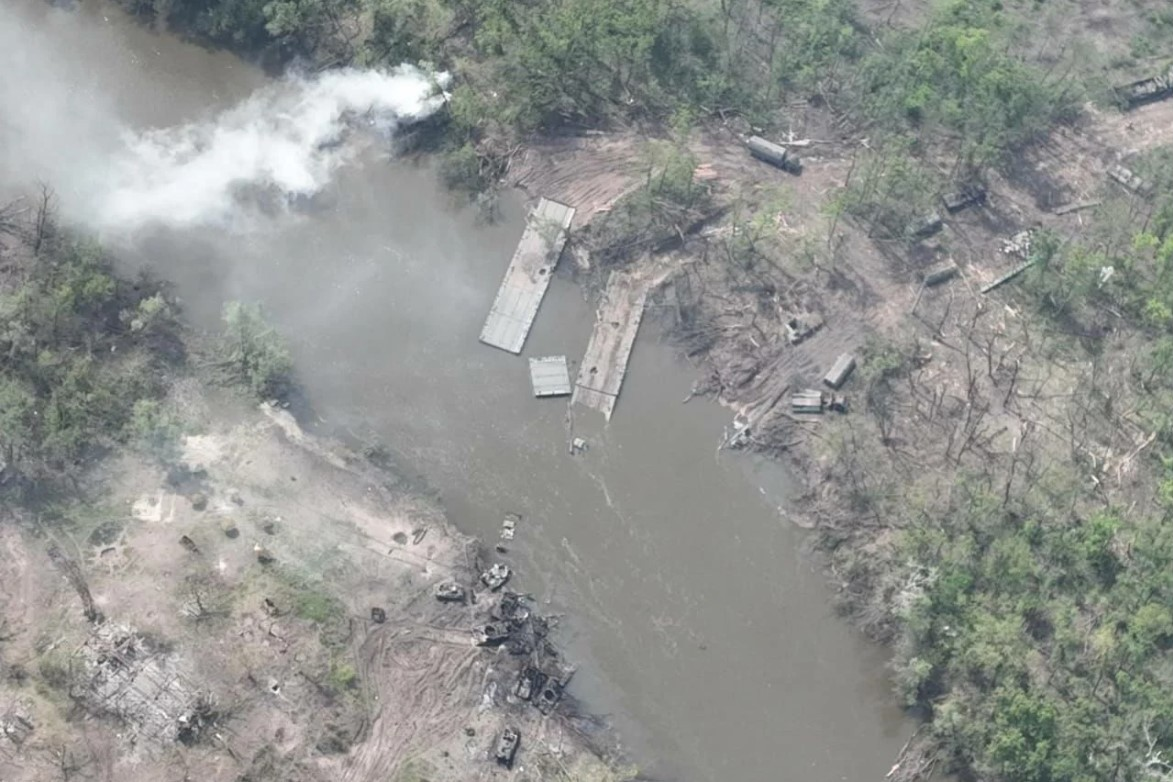
Puente y vehículos rusos destruidos cerca de Bilohorivka.

Durante la invasión rusa de Ucrania en 2022, la brigada participó en la Batalla de Járkov. Del 8 al 11 de mayo de 2022, en la Batalla de los cruces del Donets, la artillería de la 17.ª Brigada de Tanques destruyó todo un Grupo Táctico de Batallón ruso.

## Estructura actual
A partir de 2017 la estructura de la brigada es la siguiente:
- 17.ª Brigada de Tanques, Krivói Rog
  - Cuartel General y Compañía del Cuartel General
  - 1.er Batallón de Tanques
  - 2.º Batallón de Tanques
  - 3.er Batallón de Tanques
  - Batallón Mecanizado
  - Grupo de Artillería de Brigada
    - Cuartel general y batería de adquisición de objetivos
    - Batallón de Artillería Autopropulsada (2S3 Akatsiya)
    - Batallón de Artillería Autopropulsada (2S1 Gvozdika)
    - Batallón de artillería de cohetes (BM-21 Grad)

  - Batallón de Artillería de Misiles Antiaéreos
  - Batallón de Ingenieros
  - Batallón de Mantenimiento
  - Batallón Logístico
  - Compañía de reconocimiento
  - Compañía de francotiradores
  - Compañía Guerra electrónica
  - Compañía de señales
  - Compañía de radares
  - Compañía de Defensa Nuclear, Radiológica, Biológica y Química
  - Compañía Médica
  - Banda de brigada

## Comandantes anteriores
- Nikolay Mikhaylovich Dreyer - 25 de febrero de 1944 - abril de 1945
- Teniente coronel Oleksandr Tarnavskiy - comandante temporal 2007[12]